# Aloe puberula
Aloe puberula är en grästrädsväxtart som först beskrevs av Georg August Schweinfurth, och fick sitt nu gällande namn av Alwin Berger. Aloe puberula ingår i släktet Aloe och familjen grästrädsväxter.
Artens utbredningsområde är Etiopien. Inga underarter finns listade i Catalogue of Life.